# Nicolas Gygax
Nicolas Gygax (Zurigo, 15 febbraio 1996) è uno sciatore freestyle svizzero, specialista dei salti.

## Biografia
Originario di Zurigo e attivo a livello internazionale dal febbraio 2011, Nicolas Gygax ha debuttato in Coppa del Mondo il 20 febbraio 2016, giungendo 13º a Minsk. Il 13 marzo 2021 ha ottenuto, ad Almaty, il suo primo podio nel massimo circuito, classificandosi al 2º posto nella gara vinta suo connazionale Pirmin Werner. 
In carriera ha preso parte a due edizioni dei Giochi olimpici invernali e a tre dei Campionati mondiali di freestyle.

## Palmarès

### Mondiali
- 1 medaglia:
  - 1 oro (salti a squadre a Park City 2019)

### Coppa del Mondo
- Miglior piazzamento nella Coppa del Mondo di salti: 7º nel 2021
- Miglior piazzamento in classifica generale: 82º nel 2019
- 2 podi:
  - 1 secondo posto
  - 1 terzo posto